# Drengen fra Fattiggyden
Drengen fra Fattiggyden er en amerikansk stumfilm fra 1921 af Colin Campbell.

## Medvirkende
- Sessue Hayakawa som Wang
- Bessie Love som Mary
- Janice Wilson som Norma Biddle
- Frankie Lee som Buster
- Lillian Langdon som Mrs. Biddle
- Harland Tucker som Spencer Wellington
- Ralph McCullough som Johnnie Rand